# Работня
Рабо́тня (или Работня́) — река в Подмосковье, протекающая по территории города Мытищи.
Длина реки — 7 км. Относится к бассейну Яузы (притока Москвы). На данный момент в среднем течении заключена в коллектор.
Исток реки в Пироговском лесопарке, устье — у ММЗ, где она впадает в Яузу.

## История

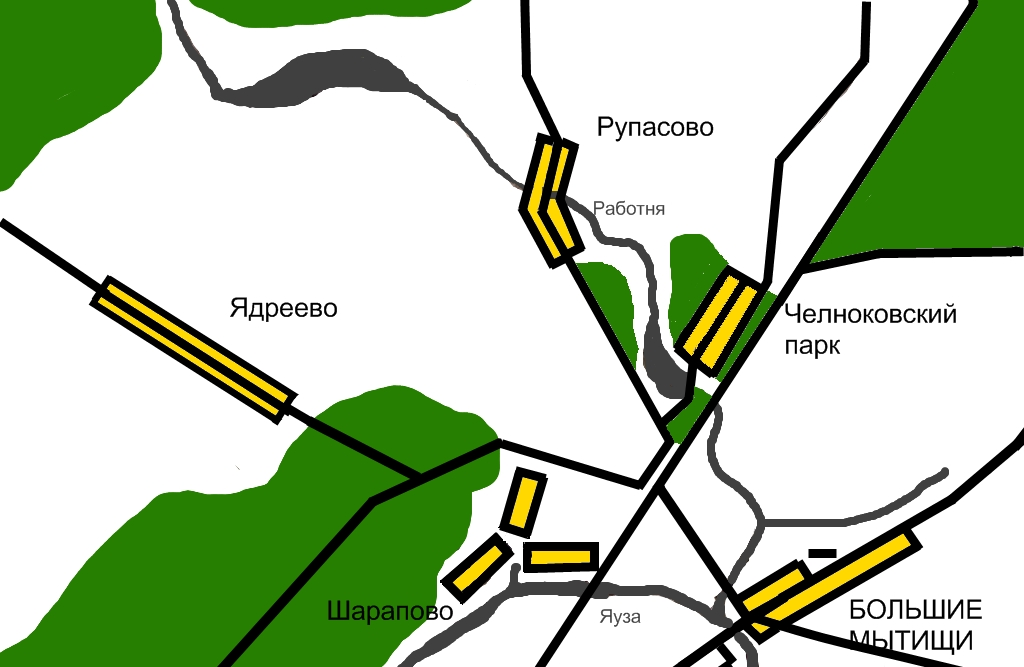
Примерная схема прохождения реки Работни по Мытищам в начале XX века.

Река Работня являлась важным фактором для жителей бывшего села Большие Мытищи — ведь именно она являлась дополнительным источником запаса воды, именно с её устья начинался Мытищинский волок из Яузы в Клязьму.
В XX веке она была запружена в районе Челноковского парка, и этот пруд стал излюбленным местом отдыха. Но в 70-х годах пруды стали заболачиваться, и речку решили заключить в коллектор. Теперь строителям уже ничего не мешало провести трассу Олимпийского проспекта. Была снесена и деревня Рупасово, через которую она протекала.

## Современное состояние
Сейчас на реке сохраняется Рупасовский пруд, вокруг которого собираются разбить парк, и фрагменты самой речки.